# Орзега
О́рзега (карел. Orzijogi) — населённый пункт в Прионежском районе Республики Карелия, административно входит в состав Деревянского сельского поселения.

## Общие сведения
Расположен на берегу реки Орзега.
В Орзеге (на станции) находится мемориал бойцам сводного батальона НКВД КФССР, задержавшим в сентябре 1941 года наступление противника на город Петрозаводск, открыт в 1992 году, автор — Ч. М. Шуквани.
На кладбище в Орзеге в 2015 году установлен памятный знак на могиле красноармейцев, погибшим в боях под Орзегой.

## Население
| 2002 | 2009 | 2010 | 2013 |
| ---- | ---- | ---- | ---- |
| 84   | ↗87  | ↘66  | ↗69  |

## Улицы
- ул. Озёрная
- ул. Южная